# Battle.net
Battle.net är spelutvecklaren Blizzard Entertainments spelportal, lanserad januari 1997 i samband med släppet av deras RPG Diablo.
Battle.net ger möjlighet att koppla alla ens Blizzardspel angivna nedan till ett och samma konto/användarnamn.
Blizzard Entertainment avslöjade den moderniserade Battle.net 2.0 20 mars 2009. Senare visade de upp detaljer om moderniseringen under Blizzcon 2009 vilket stödde Starcraft II: Wings of Liberty, Diablo III och World of Warcraft.
För att öka säkerheten till sitt konto introducerade Blizzard 20 mars 2009 en elektronisk apparat, så kallad authenticator. Authenticatorn genererar en unik kod kopplad till spelarens Battle.net-konto för att bekräfta att man är ägare till kontot när man loggar in på Battle.net.

## Kontroverser
För att spela mot andra i Starcraft II krävs uppkoppling mot Battle.net – det går alltså inte att spela mot varandra över ett lokalt nätverk, utan alla matcher spelas på Blizzards egna servrar. Detta har mötts av kritik, bland annat i samband med avbrutna matcher under professionella turneringar.

## Namnbyte
Activision Blizzard meddelade i september 2016 att tjänsten Battle.net kommer integreras i varumärket Blizzard. Namnbytet ligger till grund för att strömlinjeforma företagets varumärkesportfölj. De bytte sedan namn på tjänsten till Blizzard Battle.net.

## Utveckling

### Battle.net 2.0
Battle.net moderniserades av Blizzard 2009 och var officiellt avslöjat 20 mars 2009, fler detaljer visades upp under Blizzcon 2009. Den nya Battle.net var uppdelad i tre delar. Den första delen tillåter spelare att koppla ihop alla sina Battle.net-konton, World of Warcraft-karaktärer och vänlistor och integrera dem till ett enda Battle.net-konto.
Den andra delen består av att göra Battle.net till en tävlingsinriktad plattform för spelarna vilket innebär ett nyutvecklat matchningssystem och göra det lättare för spelarna att organisera matcher. Ett annat system som också har moderniserats rankningen av spelare efter deras färdigheter.
Den sista delen introducerar ett nytt chattsystem som tillåter spelarna att kommunicera med varandra över alla spel, servrar och karaktärer.

### Säkerhet
2008 under Blizzard Worldwide Invitational i Paris fanns Blizzards Authenticator att köpa. Authenticatorn kunde köpas genom Blizzards onlinestore efteråt. Den här authenticatorn är en elektronisk apparat som man kan ha i sin nyckelring. Apparaten genererar en sexsiffrig kod som är kopplad till ens Battle.net-konto genom ett serienummer. Varenda gång man loggar in på sitt Battle.net-konto krävs en unik kod från apparaten för att bekräfta att man är ägare till sitt konto.
Senare introducerade Blizzard en app där man får en kod, så man kan verifiera att man är ägare till det kontot. På det sättet har man fått större säkerhet till sitt konto, så att ingen annan kommer in på kontot.

## Spel som stödjer Battle.net
- Diablo
- StarCraft
- Warcraft II: Battle.net Edition
- Diablo II
- Warcraft III
- World of Warcraft
- Starcraft II
- Diablo III
- Hearthstone: Heroes of Warcraft
- Overwatch
- Call of Duty: Black Ops 4
- Call of Duty: Black Ops: Cold War